# 세르비아계 미국인
세르비아계 미국인(영어: Serbian Americans, 세르비아어: Српски Американци / Srpski Amerikanci)은 세르비아 혈통의 미국인이다. 2023년 기준으로, 세르브인으로 확인된 미국 시민은 181,000명이 조금 넘다. 그러나 미국에는 약 290,000명의 유고슬라브인이 추가로 거주하고 있기 때문에 그 수는 훨씬 더 많을 수 있다.
이 그룹에는 미국에 1세대 또는 몇 세대 동안 거주하는 세르비아계 미국인, 이중 세르비아-미국 또는 두 문화 또는 국가에 모두 소속되어 있다고 생각하는 다른 세르비아계 미국인이 포함된다.

## 역사
미국으로 이주한 최초의 세르비아 이민자 중 한 명은 정착민 조지 피셔로, 1815년 필라델피아에 도착하여 멕시코로 이주하여 텍사스 혁명에 참전하고 캘리포니아주에서 판사가 되었다. 미국에서 주목할 만한 초기 세르비아인 중 한 명은 1800년경 해운 회사인 대양 횡단 선박을 설립한 바실 로즈빅이었다. 1800년대 초, 몬테네그로와 헤르체고비나 출신의 많은 세르비아 선원과 어부들이 일자리를 찾아 뉴올리언스로 이주했다. 1841년, 세르비아인들은 뉴올리언스에서 그리스 이민자들과 함께 그리스 정교회 교구를 설립하여 이 지역에서의 입지를 더욱 공고히 했다.
당시 미국에 거주하던 대부분의 세르비아인들이 루이지애나주와 미시시피주에 있었기 때문에 세르비아계 미국인들은 주로 아메리카 연합국 편에서 남북 전쟁에 참전했다. 루이지애나주에는 세르비아인들에 의해 여러 남부 연합 군대가 창설되었는데, 예를 들어 코그네비치 중대 (1830년대에 루이지애나주로 이주한 스테판 콘예비치의 이름을 따서 명명됨)와 제1 및 제2 슬라보니아 소총대 등이 있다. 남북 전쟁 동안 최소 400명의 세르비아인들이 이 세 부대에서 싸웠다. 남북 전쟁에서 알려진 다른 여러 세르비아 군인들은 앨라배마주와 플로리다주, 특히 펜서콜라 출신이었다.

## 인구

### 인구 통계
2010년에 미국 시민 총 187,738명이 세르비아 민족을 선언했다(2012년 미국 커뮤니티 조사에 따르면 추정치는 199,080명이다). 유고슬라비아 민족을 선언한 시민들 중에는 추가적인 세르비아 민족이 포함될 가능성이 높다(2010년에는 328,547명, 2012년에는 310,682명).
미국 내 세르비아인 정착의 주요 중심지로는 시카고, 로스앤젤레스, 뉴욕, 밀워키 (12,000명), 피츠버그, 피닉스, 캘리포니아주 잭슨이 있다. 2018-2022년 인구 조사에 따르면 일리노이주는 미국으로 이주한 세르비아 이민자들의 주요 목적지로, 약 8,600명 또는 5명 중 1명이 일리노이주에 거주하고 있다.
다양한 민족 단체들은 세르비아계 미국인의 수를 35만 명 이상으로 보고 있다.

## 대표적인 인물
- 조지 피셔
- 니콜라 테슬라
- 미하일로 푸핀
- 피터 보그다노비치
- 칼 몰든
- 브래드 덱스터
- 로드 블라고예비치
- 위어드 알 얀코빅
- 딜런 프랜시스
- 사샤 알렉산더
- 밀라 요보비치